# Estela nestoriana

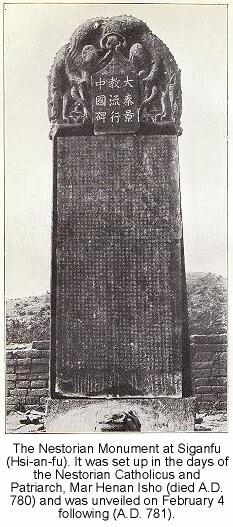
L'Estela nestoriana (781 г.) en Siganfu suburbi de Chang'an avui Xi'an (781) - El monument cristià més antic en la Xina.

L'Estela nestoriana també nomenada Pedra nestoriana, Monument nestorià, o Taula nestoriana o estela de Siganfu, és una estela epigràfica de l'època de la dinastia Tang, erigida el 781 a Siganfu, en territori que correspon a l'actual Xi'an de Shaanxi i que documenta segle i mig de cristianisme en la Xina. De 279 cm d'altura, és un bloc en pedra calcària, amb textos en llengua xinesa (1756 caràcters) i siríac (70 paraules), que descriu l'existència de comunitats cristianes en diverses ciutats del nord de la Xina. Aporta la significativa dada del reconeixement dels nestorians per l'emperador Taizong a causa dels esforços del missioner Alopen el 635.
L'estela va ser ocultada sota terra el 845, potser durant un període de persecució, estant redescoberta el 1625. El jesuïta Alvaro Semedo va ser el primer europeu que va visitar l'estela en algun moment entre 1625 i 1628, i va ser traduïda al llatí per Nicolas Trigault. Va ser Athanasius Kircher qui va publicar per primera vegada els originals en xinès i siríac en la seva La Xina Illustrata el 1667, al costat d'una traducció en llatí. L'estela va atreure dubtes sobre la seva autenticitat o manipulació en el context de la diferència religiosa entre catolicisme i d'altres confessions cristianes originades de la Reforma protestant. Malgrat les objeccions d'alguns escèptics, pocs dubten hi han de l'autenticitat de l'estela. Ara com ara, es conserva en el Museu de Beilin, més exactament en el sector enjardinat nomenat el Bosc d'esteles. Posteriorment com plint es va posar en la seva base una escultura de Bixi, ja que en la mitologia xinesa tradicional ha estat un dels símbols de l'eternitat, es representa com un drac amb una closca de tortuga.

## Història
Molt probablement erigida quan vivia el predicador Alopen o poc després de la seva mort. Aquest monument va ser establert aproximadament en els dies en els quals regia l'Església Cristiana Difisita (aleshores nomenada només Cristiana i després Cristiana de l'Orient) el catolicós Hnanisho també conegut com a Henan Isho (mort el any 780) i va ser feta conèixer l'any següent. L'estela va ser ocultada sota terra el 845, potser durant un període de persecució, estant redescoberta el 1625. El jesuïta Alvaro Semedo va ser el primer europeu que va visitar l'estela en algun moment entre 1625 i 1628, i va ser traduïda al llatí per Nicolas Trigault. Va ser Athanasius Kircher qui va publicar per primera vegada els originals en xinès i siríac en la seva La Xina Illustrata el 1667, al costat d'una traducció en llatí. L'estela va atreure dubtes sobre la seva autenticitat o manipulació en el context de la diferència religiosa entre catolicisme i d'altres confessions cristianes originades de la Reforma protestant. Malgrat les objeccions d'alguns escèptics, pocs dubten hi han de l'autenticitat de l'estela. Ara com ara, es conserva en el Museu de Beilin, més exactament en el sector enjardinat nomenat el Bosc d'esteles. Posteriorment com plint es va posar en la seva base una escultura de Bixi, ja que en la mitologia xinesa tradicional ha estat un dels símbols de l'eternitat, es representa com un drac amb una closca de tortuga.
Una còpia d'aquest monument va ser donada al papa Joan Pau II pel patriarca de l'Església Assíria Oriental, l'11 de novembre de 1994, durant una reunió històrica a Roma.

## Contingut de la inscripció

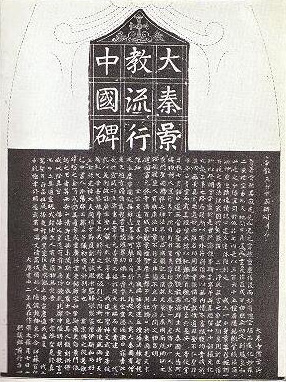
Part de l'estela nestoriana titulada大秦景教流行中國碑 / Dàqín jǐng jiào liúxíng Zhōngguó bēi «Estela de la propagació a la Xina de la lluminosa religió de Daqin», va ser erigida a la Xina el 781, al centre del «triangle» superior la imatge d'una creu.

La rúbrica o «intextació» d'aquesta estela escrita en llengua xinès significa «Memorial de la Propagació de la Lluminosa Religió de Daqin a la Xina» (大秦景教流行中國碑). Entre alguns autors occidentals s'ha difós també una intextación abreujada, o sigui: «Estela de la Religió Lluminosa»(景教碑). En llengua xinesa el terme o vocable Da Qin o Daquin o Daqin significava originàriament només a l'Imperi Romà, tanmateix aquest significant va ser utilitzat també per al·ludir o fer referència al cristianisme siríac que es va estendre en una extensa regió de l'Àsia.. El sistema Wade-Giles de romanització Ching-Chia-pei» o «Chingchiapei» va ser utilitat per alguns autors occidentals per referir-se a l'estela també.
L'estela nestoriana de Siganfú va ser erigida el 7 de gener de l'any 781 ("Any dels grecs 1092" a la inscripció, segons l'Era Selèucida): a la capital imperial xinesa nomenada en aquest temps Chang'an (actualment Xi'an ). La cal·ligrafia xinesa va estar sota la cura de Lü Xiuyan, mentre el contingut del text va ser redactat pel monjo cristià nestorià nomenat Jingjing; una nota en siríac identifica a aquest últim com "Adam, sacerdot, corepiscopus i papash de Sinistán". Encara que el terme papash (això és: papa) apareix com inusual i el nom típicament utilitzat en siríac per denominar la Xina és Beth Sinaye, en lloc de Sinistan, tanmateix pel sol fet d'estudiar bé el contingut i l'estil del text deixa d'haver-hi cap raó per dubtar del fet que l'esmentat Adam fos el metropolità de la província eclesiàstica nestoriana de la Xina, creada mig segle abans durant l'època del patriarca o catolicós de l'Església Assíria Oriental nomenat Slibaʿzkha (714-728). El text que sobre manera és una referència en siríac al patriarca Hnan-Isho II, fa entendre que la notícia de la seva mort succeïda l'any 780 i no havia arribat encara a la Xina en el moment de la realització de l'estela -mentre que ja al gener de l'any 781 el primat de l'Església Assíria de l'Orient era Timoteu I que havia estat consagrat el 7 de maig del 780 a Bagdad-, i en ella són citats alguns exponents de l'alt clericat -un bisbe, dos corepiscopus i dos ardiaques- i uns setanta noms de monjos i sacerdots cristians d'aquell moment. Aquests noms estan escrits ja sigui en xinès o ja sigui en siríac. En alguns casos els noms xinesos són fonèticament pròxims als originals siríacs, però a la majoria dels casos les semblances es redueixen. Alguns dels noms reportats o esmentats, en tenen en canvi, un evident origen persa (Isadsafas, Gushnasap).
L'estela té una prolongada inscripció en xinès, composta per prop de 1900 caràcters, acompanyats d'algunes paraules en siríac. El text fa referències al Gènesi, a la creu i al baptisme. En l'estela es ret homenatge als missioners i als benefactors de l'església que se sap que havien arribat a la Xina en el segle VII. Al text és esmentat explícitament el missioner conegut com a Alopen, també s'emfasitzen els conceptes de la Trinitat i l'Encarnació, però no n'hi ha res sobre la crucificació o la resurrecció de Crist. L'adaptació del lèxic teològic cristià al context xinès ha induït alguns estudiosos a suposar que l'ús d'alguns termes budistas hauria conduït a una confusió respecte a la naturalesa del missatge cristià que potser va ser interpretat com una variant del budisme. S'ha realitzat una completa traducció a l'italià que ha estat publicada l'any 2001.

## Debat

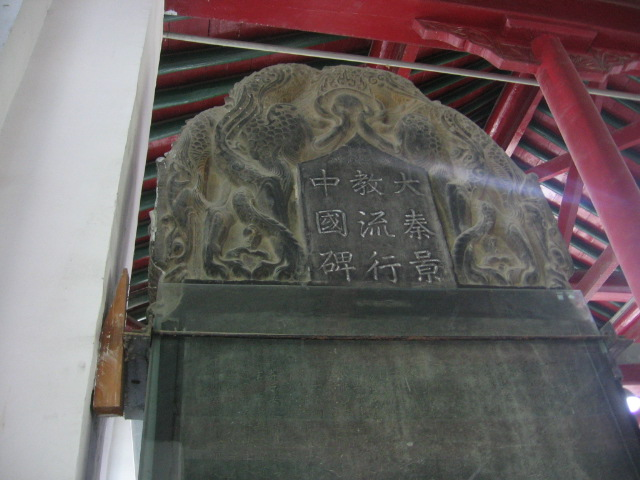
Detall superior de l'Estela nestoriana al Museu de Beilin.

La pedra nestoriana va atreure l'atenció d'alguns anticristians, protestants anti-catòlics, o grups catòlics anti-jesuïtes del segle xvii, que van argumentar que la pedra era una falsificació o que les inscripcions havien estat modificats pels jesuïtes que van servir a la cort Ming. Els tres primers escèptics més destacats van ser el presbiterià germànic-holandès Georg Horn (nascut el 1620) (De originibus Americanis, 1652), l'historiador alemany Gottlieb Spitzel (1639-1691) (De re literaria Sinensium commentarius, 1660), i el missioner espanyol de l'Orde dels Predicadors Domingo Fernández Navarrete (1618-1686) (Tratados historicos, politicos, ethicos, y religiosos de la monarchia de China, 1676). Més tard, el punt de vista de Navarrete va ser recollit pels francesos jansenistes i Voltaire.
Al segle xix, el debat s'havia tornat menys sectari i més acadèmic. Entre els escèptics més notables es trobaven Karl Friedrich Neumann, Stanislas Julien, Edward E. Salisbury i Charles Wall. Ernest Renan inicialment tenia «seriosos dubtes», però eventualment va canviar d'opinió en vista de l'erudició posterior, a favor de l'autenticitat de l'estela. Els defensors inclouen alguns estudiosos no jesuïtes, com Alexander Wylie, James Legge, i Jean-Pierre-Guillaume Pauthier, encara que el treball més exhaustiu en defensa de l'autenticitat de l'estela -els tres volums de La stèle chrétienne de Si-ngan-fou(1895 a 1902)- va ser escrit per l'erudit jesuïta Henri Havret (1848-1902).
Paul Pelliot (1878-1945) va fer una extensa recerca sobre l'estela, que, tanmateix, només va ser publicada després de la seva mort, el 1996. La seva obra i la d'Havret encara són considerades com els dos «llibres estàndards» en el tema.